# Jacqueline Challet-Haas
Jacqueline Challet-Haas (née à Duvy le 26 décembre 1934 et morte le 6 juillet 2022 à Crépy-en-Valois,) est une danseuse, pédagogue et notatrice de la danse française.

## Biographie
Jacqueline Haas entre dans la danse dans les années 1950 à travers la danse classique, avec Atty Chadinoff, Olga Preobrajenska, Alexandra Balachova et Lioubov Iegorova.
À l’École supérieure d’études chorégraphiques (ESEC), dirigée par Théodore d’Erlanger, elle découvre la cinétographie Laban lors d’un stage avec Diana Baddeley-Lange en mars et décembre 1958 puis mars 1959. À la fois très séduite par cette discipline nouvelle et motivée par son directeur, elle part à la Folkwang Hochschule, à Essen, Allemagne, pour suivre les cours d’été d’Albrecht Knust, avec qui elle poursuivra sa formation lors de cours particuliers. Pendant son séjour à Essen, elle est initiée à la danse moderne à travers les cours de Kurt Jooss. Son intérêt pour les différents styles de danse se poursuit avec la pratique des techniques Graham et Limón et de danses traditionnelles.
Présente aux conférences du Conseil international de cinétographie Laban (ICKL) dès la création de cette organisation en 1959, son implication et ses compétences font rapidement d’elle un membre très actif et une représentante française appréciée. Poursuivant ses activités de professeur de danse, elle s’implique de plus en plus dans l’écriture du mouvement et dans l’élaboration de textes sur la pédagogique de la danse.
En lien régulier avec Albrecht Knust, elle conçoit les premiers cours dédiés à la cinétographie Laban à l’ESEC. Dès 1959, le Centre national d’écriture du mouvement (CNEM) est créé afin de supporter les activités liées à la cinétographie. Cette association développera les premiers cursus complets en notation ainsi que la traduction de textes de référence (comme le Dictionnaire usuel de cinétographie Laban d’Albrecht Knust) et l’élaboration de nouveaux documents (comme la Grammaire de la notation Laban), souvent assistée par Jean Challet, l’époux de Jacqueline, pour les traductions et relectures. Jacqueline Challet-Haas devient Présidente du CNEM de 1976 à 2019 et accueille chez elle son siège social, à Crépy-en-Valois. En 1979, le CNEM organisa, pour la première fois en France, le onzième congrès ICKL.
Plus tard, Jacqueline créera des cours de cinétographie pour les universités Paris IV et Paris VIII, et, répondant à l’invitation de Quentin Rouillier en 1990, concevra puis dirigera la première formation supérieure en écriture et analyse du mouvement Laban au Conservatoire national supérieur de musique et danse de Paris (CNSMDP) au sein du tout récent département des études chorégraphiques créé l’année précédente.
Cofondatrice en 1980, avec le choréo-ethnologue Roderyk Lange, du Séminaire européen de cinétographie (ESK), elle ne cessera d’œuvrer pour le développement et le rayonnement de la notation, comme en témoignent de nombreux articles et collaborations (avec le chorégraphe Mic Guillaumes ou la pédagogue Hélène Leker, en notation avec Noëlle Simonet ou avec son amie fidèle Yvette Alagna qui copiera une quantité impressionnante de partitions pendant plusieurs dizaines d’années).
Sa rencontre avec les éditions Ressouvenances et Florence et Jean-Louis Paul contribuera grandement à la diffusion de la cinétographie, notamment par la réédition de textes de références (comme La Danse moderne éducative de Laban), l’édition de ressources nouvellement accessibles en français (comme le Dictionnaire de Knust) ou la création de nouveaux textes. Sa compréhension profonde de l’approche labanienne a inspiré les recherches et les ouvrages autour des Exercices fondamentaux de Bartenieff et les Diagonales, conçus en collaboration avec Angela Loureiro – CMA, dans lesquels la cinétographie et l’analyse labanienne (LMA) dialoguent en permanence. Cette démarche de rapprochement de la cinétographie et des autres disciplines labaniennes se poursuivra aussi avec Noëlle Simonet au Conservatoire de Paris.
Dans cet esprit, elle bénéficie en 2015 d’une bourse d’Aide à la recherche et au patrimoine en danse du Centre national de la danse avec Angela Loureiro concernant « les diagonales du corps et de l’espace ». Elle a poursuivi cette collaboration jusqu’en 2022 à travers un projet en cours : « au-delà du binôme corps-espace », également en dialogue avec le danseur et notateur Raphaël Cottin.
Amie et collaboratrice de Laurent Sébillotte, responsable de la médiathèque du Centre national de la danse, Jacqueline Challet-Haas y a apporté une aide précieuse pendant plusieurs années, lors du dépôt du Fonds Albrecht Knust au CND ainsi que celui des archives du CNEM, ou encore lors de catalogage de textes spécialisés.
En 2011, Jacqueline Challet-Haas est nommée Chevalier dans l'Ordre de la Légion d'Honneur pour 53 ans au service de la cinétographie en France.
Ces dernières années, elle est restée très active, en délivrant ses conseils ou en communiquant ses documents rares, en rédigeant plusieurs articles et témoignages, en relisant les partitions de ses collègues et en recevant chez elle, autour d’une tasse de thé…

### Publications
- Exercices au sol, avec Atty Chadinoff et Albrecht Knust. ESEC, Paris, 1964.
- Manuel complémentaire de Cinétographie Laban. CNEM, Crépy-en-Valois, 1975.
- Manuel Pratique de la danse classique. Amphora, Paris, 1979, 1997, rééd. Ressouvenances, Cœuvres-et-Valsery, 2009.
- Manuel élémentaire de Cinétographie Laban. ESEC, Paris, 1981.
- La Danse, les principes de son enseignement aux enfants. Amphora, Paris, 1983, rééd. Enseigner la danse aux enfants, Ressouvenances, Cœuvres-et-Valsery, 2020  (ISBN 2-85180-061-2).
- Terminologie de la danse classique. Amphora, Paris, 1987, rééd. Ressouvenances, Cœuvres-et-Valsery, 2012  (ISBN 2-85180-131-7).
- Grammaire de la notation Laban : cinétographie Laban - vol. 1. Centre national de la danse, Pantin, 1999  (ISBN 2-914124-01-5).
- Grammaire de la notation Laban : cinétographie Laban - vol. 2. Centre national de la danse, Pantin, 1999  (ISBN 2-914124-02-3).
- Exercices Fondamentaux de Bartenieff – une approche par la notation Laban, avec Angela Loureiro, Ressouvenances, Cœuvres-et-Valsery, 2008.
- Grammaire de la notation Laban : cinétographie Laban - vol. 3. Centre national de la danse, Pantin, 2011.
- Symbolisation du Mouvement Dansé - Approche pédagogique, formation de formateurs, avec Mic Guillaumes. CESMD de Poitou-Charentes, Poitiers, 2013.
- La Symbolisation du mouvement issue de la cinétographie Laban. Centre national de la danse, Pantin, 2015.
- Movement Symbolisation Out of Kinetography Laban (traduction anglaise de l’ouvrage précédent). Centre national de la danse, Pantin, 2016.
- Anthologie du Répertoire chorégraphique en cinétographie Laban – vol. 1, danse classique 1. Ressouvenances, Cœuvres-et-Valsery, 2014.
- Anthologie du Répertoire chorégraphique en cinétographie Laban – vol. 2, danse contemporaine 1. Ressouvenances, Cœuvres-et-Valsery, 2016.
- Diagonales ? vous avez dit diagonales ?, le point de vue de Laban-Bartenieff, avec Angela Loureiro. Ressouvenances, Cœuvres-et-Valsery, 2018.

### Articles
- Nombreux articles dans des revues spécialisées, entre autres Les Saisons de la danse et Marsyas.
- « La Cinétographie Laban : une écriture du mouvement » in Autour de Rudolf Laban, revue Nouvelles de danse no 25, Bruxelles, Belgique, 1995.
- « La Cinétographie Laban », avec Angela Loureiro, in Le Faune – un film, ou la fabrique de l'archive, partie ROM du DVD de Dominique Brun, production Ligne de Sorcière et diverses coproductions, 2007.
- « The Problem of Recording Human Motion », in Dance Notations and Robot Motion, ed. Jean-Paul Laumond and Naoko Abe, Springer International Publishing, 2015.
- « Un monde de relations : les arcs horizontaux en Cinétographie Laban », avec Angela Loureiro, Repères, cahier de danse no 34, La Briqueterie, Vitry-sur-Seine, 2015.
- “The Adventure, Development and Rise of Kinetography Laban in France”, part 1 and 2. Dance Notation Bureau Library News, New York, 2019 & 2020.

### Traductions
- Agrippina Vaganova, Principes du ballet classique (technique du Ballet russe), IPMC, Cité de la Musique, Paris, 1993.
- Rudolf Laban, La maîtrise du mouvement, avec Marion Bastien, Actes Sud, Paris, 1994  (ISBN 2-7427-0106-0).
- Rudolf Laban, La danse moderne éducative, avec Jean Challet, Éd. Complexes et Centre National de la Danse, Pantin, 2003, rééd. Ressouvenances, Cœuvres-et-Valsery, 2013  (ISBN 2-87027-936-1).
- Albrecht Knust, Dictionnaire usuel de la Cinétographie Laban, Ressouvenances, Cœuvres-et-Valsery, 2011  (ISBN 978-2-84505-112-6).
- Rudolf Laban, Chorégraphie, avec Jean Challet, Ressouvenances, Cœuvres-et-Valsery, 2019.